# Onde Verte
Pour les articles homonymes, voir Onde (homonymie).
Onde Verte est le nom donné à la communauté tarifaire neuchâteloise entrée en vigueur en 1991.

## Histoire
La communauté tarifaire voit le jour le 1er mars 1991 afin de proposer un système d'abonnement unique, découpé en 27 zones, entre les nombreuses compagnies de transports qui officiaient alors. Elle devient une communauté tarifaire intégrale le 1er juin 2009 en intégrant et unifiant les tickets et autres titres occasionnels ; le zonage est alors simplifié, passant de 27 à 13 zones.

## Fonctionnement

### Gouvernance
La gestion de la communauté tarifaire est assurée par un comité directeur présidé depuis 2015 par Martin Tinguely et composé de dix autres membres représentant les différents réseaux partenaires (CFF, BLS, CJ, TransN et CarPostal), le canton et la Confédération.

### Zones tarifaires
Onde Verte est découpé en 13 zones tarifaires :
- Les zones 10 et 20 se concentrent autour de Neuchâtel pour la première et de La Chaux-de-Fonds et Le Locle pour la seconde ;
- Les zones 11 et 21 regroupent les communes de la première couronne autour des deux zones précédemment citées ;
- Les zones 14 et 15 regroupent respectivement les communes de la région Littoral non intégrées à la zone 11 ;
- La zone 30 regroupe les communes situées entre les zones 11 et 21, la région Val-de-Ruz et l'est de la région Val-de-Travers ;
- Les zones 31 et 66 regroupent l'ouest de l'ancien district de Courtelary dans le canton de Berne ;
- La zone 32 regroupe les communes de la région Montagnes non intégrées à la zone 21 ;
- La zone 33 regroupe les communes de l'ouest de la région Val-de-Travers ;
- La zone 42 est située dans le canton du Jura et fait tampon avec la communauté tarifaire Vagabond ;
- La zone 65 est située dans le canton de Berne, les titres Onde Verte n'y sont pas acceptés pour des trajets internes.